# 아이폰 6 플러스
애플 아이폰 6 플러스(Apple iPhone 6 plus)는 페가트론과 폭스콘이 제조하고, 애플이 설계, 판매하는 iOS 패블릿폰으로, 2014년 9월 9일 아이폰 6와 함께 미국 캘리포니아 샌프란시스코 모스코니 센터에서 발표했다. 크기가 5.5인치로 커진 것이 특징이다.
광학식 손떨림 방지 기술이 적용되었다.

## 출시 국가
| 국가                          |                              |
| 1차 출시국 (2014년 9월 19일)  | 1차 출시국 (2014년 9월 19일) |
| ----------------------------- | ---------------------------- |
| 미국                          |                              |
| 캐나다                        |                              |
| 홍콩                          |                              |
| 일본                          |                              |
| 독일                          |                              |
| 영국                          |                              |
| 프랑스                        |                              |
| 싱가포르                      |                              |
| 오스트레일리아                |                              |
| 2차 출시국 (2014년 9월 26일)  |                              |
| 오스트리아                    |                              |
| 벨기에                        |                              |
| 덴마크                        |                              |
| 핀란드                        |                              |
| 아일랜드                      |                              |
| 이탈리아                      |                              |
| 리히텐슈타인                  |                              |
| 룩셈부르크                    |                              |
| 뉴질랜드                      |                              |
| 노르웨이                      |                              |
| 포르투갈                      |                              |
| 카타르                        |                              |
| 러시아                        |                              |
| 사우디아라비아                |                              |
| 스페인                        |                              |
| 스웨덴                        |                              |
| 스위스                        |                              |
| 대만                          |                              |
| 튀르키예                      |                              |
| 아랍에미리트                  |                              |
| 3차 출시국 (2014년 10월 17일) |                              |
| 중국                          |                              |
| 인도                          |                              |
| 모나코                        |                              |
| 4차 출시국 (2014년 10월 23일) |                              |
| 이스라엘                      |                              |
| 5차 출시국 (2014년 10월 24일) |                              |
| 체코                          |                              |
| 그린란드                      |                              |
| 케냐                          |                              |
| 몰타                          |                              |
| 폴란드                        |                              |
| 남아프리카 공화국             |                              |
| 6차 출시국 (2014년 10월 30일) |                              |
| 바레인                        |                              |
| 쿠웨이트                      |                              |
| 7차 출시국 (2014년 10월 31일) |                              |
| 알바니아                      |                              |
| 보스니아 헤르체고비나         |                              |
| 크로아티아                    |                              |
| 에스토니아                    |                              |
| 그리스                        |                              |
| 괌                            |                              |
| 헝가리                        |                              |
| 아이슬란드                    |                              |
| 코소보                        |                              |
| 라트비아                      |                              |
| 리투아니아                    |                              |
| 마카오                        |                              |
| 북마케도니아                  |                              |
| 멕시코                        |                              |
| 몰도바                        |                              |
| 몬테네그로                    |                              |
| 루마니아                      |                              |
| 세르비아                      |                              |
| 슬로바키아                    |                              |
| 슬로베니아                    |                              |
| 대한민국                      |                              |
| 태국                          |                              |
| 우크라이나                    |                              |
| 8차 출시국 (2014년 11월 6일)  |                              |
| 말레이시아                    |                              |
| 9차 출시국 (2014년 11월 14일) |                              |
| 콜롬비아                      |                              |
| 레바논                        |                              |
| 필리핀                        |                              |
| 베트남                        |                              |

## 같이 보기
- 아이폰 6
- 애플 워치
- 아이패드 에어2
- 아이패드 미니3